# Pęd podziemny

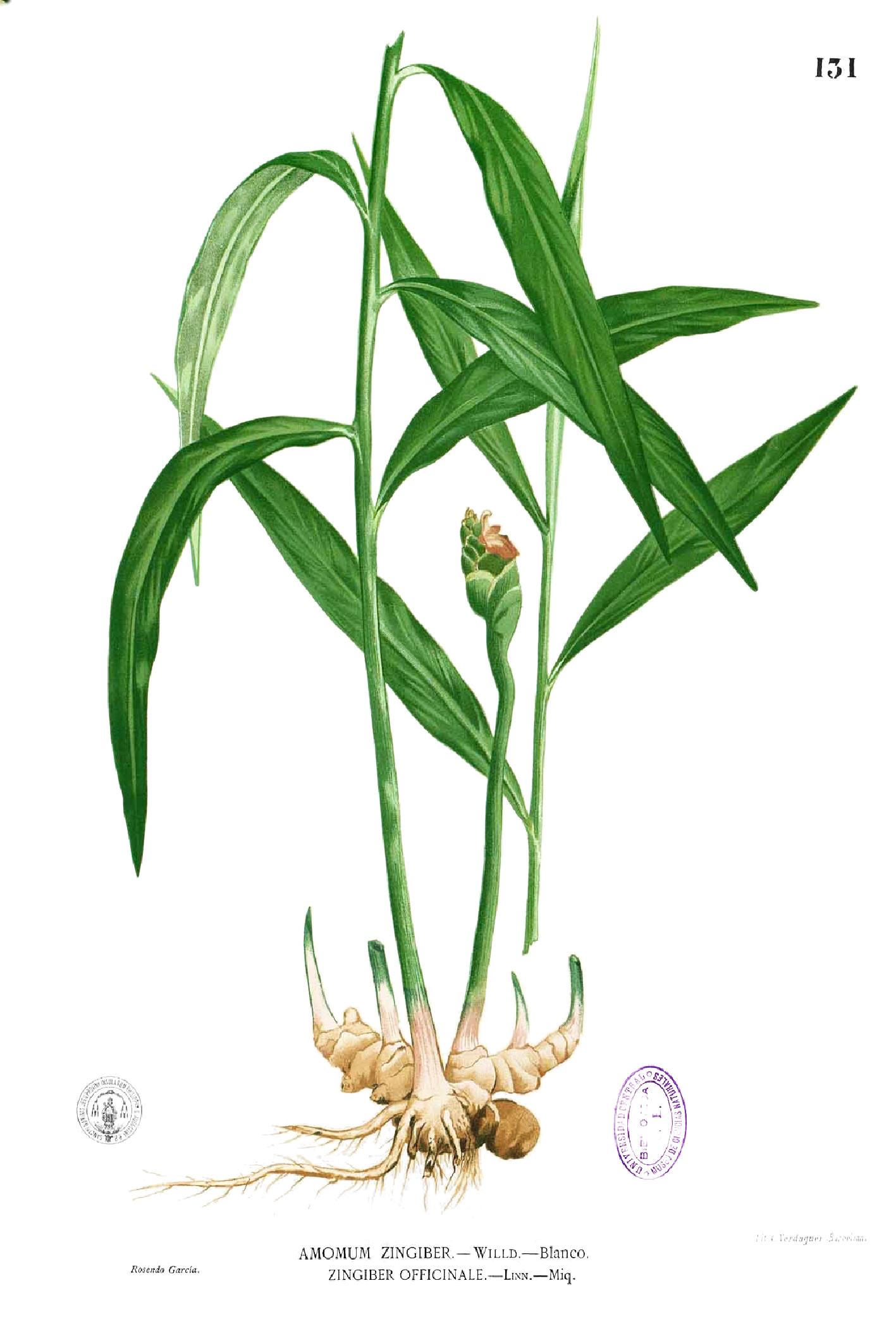
Pęd nadziemny i podziemny – zgrubiałe kłącze u imbiru

Pęd podziemny – zmodyfikowany rodzaj pędu, rosnący pod ziemią. Od pędu nadziemnego różni się brakiem liści, które przekształcone są w łuski, grubością oraz brakiem ciałek zieleni. Pędy podziemne występują głównie u wieloletnich roślin zielnych – bylin. Są organami spichrzowymi – magazynują materiały zapasowe, umożliwiające roślinie przetrwanie okresów spoczynku zimowego (lub letniego u bylin w tropikach). U roślin tych na zimę obumiera pęd nadziemny, przetrwa natomiast pęd podziemny. Ze znajdujących się na nim pączków na wiosnę odnawia się część nadziemna. Pędy podziemne pełnią także drugą funkcję – biorą udział w rozmnażaniu wegetatywnym.
Zasadnicze rodzaje pędów podziemnych to:
- kłącze
- bulwa pędowa
- bulwocebula
- cebula

Rośliny posiadające pędy podziemne często są geofitami.